# Formigueiro-de-rabo-preto
O formigueiro-de-rabo-preto ou formigueiro-de-cauda-preta (Myrmoborus melanurus) é uma espécie de ave da família Thamnophilidae.
É encontrada no Peru e no Brasil.
Os seus habitats naturais são: pântanos subtropicais ou tropicais.
Está ameaçada por perda de habitat.